# Karácsond
Karácsond è un comune dell'Ungheria di 3.190 abitanti (dati 2001). È situato nella contea di Heves.